# Wilhelm August von Wulffen
Wilhelm August von Wulffen (* 29. November 1782 in Büssow (Kreis Friedeberg in der Neumark); † 22. November 1841 in Steele, heute zu Essen) war ein preußischer Generalmajor und Kommandeur der 7. Landwehr-Brigade.

## Leben

### Herkunft
Er gehörte dem brandenburgischen Adelsgeschlecht von Wulffen an. Seine Eltern waren der preußische Generalmajor Georg Ludolf von Wulffen (1719–1792) und dessen Ehefrau Johanna Beate Charlotte, geborene von der Marwitz (* 28. März 1754; † 2. November 1805).

### Militärkarriere
Wulffen trat am 1. Dezember 1796 als Junker in das Dragonerregiment „von Prittwitz“ der Preußischen Armee ein. Am 13. April 1799 wurde er als Kornett in das Regiment der Gardes du Corps versetzt und mit seiner Beförderung zum Sekondeleutnant ab 28. April 1801 als Adjutant verwendet. Am 13. August 1804 erhielt Wulffen die Erlaubnis den Prinzen Louis Ferdinand von Preußen auf seiner Reise zu den österreichischen Manövern zu begleiten. Während des Vierten Koalitionskrieges kämpfte er in der Schlacht bei Auerstedt und den Gefechten bei Königsberg und Gollau.
Am 22. Mai 1807 avancierte Wulffen zum Premierleutnant sowie am 23. Mai 1808 zum Stabsrittmeister im Regiment Gardes du Corps. Am 30. August 1809 folgte seine Versetzung in die Adjutantur und als Generaladjutant kam er mit einem monatlichen Gehalt von vierzig Taler und drei Rationen zum Generalmajor von Tauentzien. Wulffen stieg am 18. Oktober 1810 zum Rittmeister sowie am 4. November 1812 zum Major auf und wurde am 5. März 1813 dem Brandenburgischen Ulanen-Regiment (Nr. 3) aggregiert. Während der Befreiungskriege wurde er im Gefecht bei Goldberg verwundet und mit dem Eisernen Kreuz II. Klasse ausgezeichnet. Wulffen nahm an den Kämpfen bei Liegnitz sowie Löwenberg teil und wurde für Villers-Cotterets belobigt. Weiter kämpfte er bei Issy, an der Katzbach, bei Ligny und Belle Alliance sowie bei den Belagerungen von Glogau, Laon und La Ferte. Für Ligny erhielt Wulffen den Orden der Heiligen Anna II. Klasse. Am 11. Februar 1814 wurde er in das Hauptquartier des Generalfeldmarschalls Blücher versetzt. Von dort kam er am 2. März 1813 als Kommandeur in das 1. Westfälische Landwehr-Kavallerie-Regiment.
Am 3. Oktober 1815 wurde er zum Oberstleutnant befördert und am 8. März 1817 dem 7. Dragoner-Regiment aggregiert, bevor er am 11. Mai 1816 als Kommandeur in das 12. Husaren-Regiment versetzt wurde. Dort erfolgte am 30. März 1819 mit Patent vom 17. April 1819 seine Beförderung zum Oberst. Am 18. August 1825 erhielt er das Dienstkreuz und wurde am 4. September 1825 Ritter des Johanniterordens. Am 30. März 1830 wurde er dann als Kommandeur in die 7. Landwehr-Brigade versetzt und in dieser Stellung am 30. März 1831 zum Generalmajor befördert. Unter Verleihung des Roten Adlerordens II. Klasse mit Eichenlaub erhielt Wulffen am 20. März 1834 seinen Abschied mit einer jährlichen Pension von 2250 Talern. Am 28. Oktober 1834 erhielt er eine Prämie von 200 und am 29. Juli 1840 noch einmal 500 Taler. Er starb am 22. November 1841 in Steele bei Essen.
König Friedrich Wilhelm III. verabschiedete sich am 30. März 1834 mit folgendem Schreiben: „In der Erwägung, daß ihre geschwächte Gesundheit ihnen die Erfüllung ihrer Dienstobliegenheiten erschweren muß, will ich sie hierdurch mit der gesetzlichen Pension in den Ruhestand versetzt. Ich verleihe ihnen dabei zum Beweise meiner Zufriedenheit mit ihrem in allen Verhältnissen dargetanen Eifer den hiermit erfolgenden Roten Adler-Orden II. Klasse mit Eichenlaub und erteile ihnen die Verheißung, dass wenn sich später eine Gelegenheit ergeben möchte, von ihren Diensten wieder Gebrauch zu machen. Ich dieselbe gern benutzen werde, sowie ich mich von ihrer Anhänglichkeit und Treu versichert halte, daß, wenn das Vaterland einst wieder ihrer Dienste bedürfen sollte, sie dann einer Ihrem Verhältnis angemessenen Stelle mit demselben Eifer vorstehen werden, welchen sie bisher bewährt haben.“

### Familie
Wulffen heiratete am 7. Mai 1816 in Wattenscheid Marie Luise Freiin von Wenge (* 1798; † 1. Juni 1866). Das Paar hatte mehrere Kinder:
- Ludolf Clemens Friedrich Maximilian (* 16. April 1819; † 13. März 1903), ab dem 18. August 1864 Freiherr von Wenge-Wulffen, Alterspräsident des Rheinischen Provinziallandtages ⚭ Maria Angelika von Hompesch (* 23. Januar 1828; † 1913)[1]
- Maximilian (* 8. Mai 1823; † 1849) k.k. Leutnant im Regiment Fürstenwerder
- Clementine (* 6. März 1825)